# 称谓
称谓或稱呼广义上可以指名称；狭义上指人交往当中所說出對方的名稱，这种称呼通常基于輩份、血缘关系、职业特性、宗教信仰、社会地位等等因素，有时也可以指人的姓氏、名字。
称谓是为了表明人们之间的社会关系才产生，它区分了人们在社会关系中所扮演的不同角色。许多都是成对出现的，例如：
- 先生——小姐——夫人——女士
- 丈夫——妻子
- 父亲——儿子
- 祖父——孙子
- 师傅——徒弟
- 教师——学生

很多文化对表达同一含义的称谓分为尊称、谦称、礼称、綽號、别名等多种形式。不同场合，对于同一人的称谓不同；不同的人对同一含义的称谓也不同，这主要根据扮演的角色不同，称谓随之发生变化。如中国皇帝一般自称为“朕”，臣民则称之为“陛下”；假如一个已婚中年女性，其职业为教师并兼校长职务，那么其称谓，在学校为“老师”或“校长”，在家里子女称之为“母亲”，丈夫称之为“妻子”，父母则称之为“女儿”；当然在漢字文化圈上，除了学生、子女不對其長輩、前輩直呼其名以外，其他的人可以将其“名字”作为称呼。

## 家庭、亲属类
中国传统文化中使用称呼时，須遵从等级界限，长幼辈分，秩序井然。在漢族人名传统文化上，对长辈、前輩直呼其名是不得接受的，故必須避諱(現代亦包括同輩親屬而比自己年長者，例兄、姊或比自己年長的同輩姻親)。在对父母的兄弟姐妹及配偶的各种称谓中，父系男性血亲更为亲密，依年龄细化出伯父和叔父。其他血亲并无这种细化。
欧洲语言的亲属关系称呼原本同样十分复杂，如拉丁语、古英语等，但后来逐渐简化，现代英语表达较为简单。日常用语使用的“Brother”、“Sister”、“Uncle”和“Aunt”皆不区分长幼，亦不区分堂亲和表亲，用Cousin一词即可。但非日常用语仍可以表达极其精确的亲属关系，例如可以用paternal uncle（伯伯、叔叔）, maternal uncle（舅舅）, paternal cousin（堂兄弟姐妹、姑表兄弟姐妹）, maternal cousin（舅表兄弟姐妹、姨表兄弟姐妹）, grandfather on father's side（爷爷）, grandmother on mother's side（姥姥）……等称谓进行详细区分。如果要表达更精确的关系的话，还可以说成father's elder brother（伯父）, father's younger brother's daughter（叔叔的女儿）……此外，现代英语中同样有比较复杂的亲属称谓，例如，英语中有“first cousin, twice removed"之类的称谓，汉语中反倒没有类似说法。
- 血亲、姻亲类
  - 父族亲属
  - 
    - 鼻祖
    - 遠祖
    - 太祖
    - 烈祖
    - 天祖
    - 高祖（長祖）
    - 曾祖
    - 祖父（爺爺、阿公）、祖母（奶奶、婆婆、嫲嫲）
    - 父亲（爸爸）、母亲（媽媽）
    - 亲戚
    - 儿子、女儿
    - 孙子、孙女
    - 曾孫
    - 玄孫
    - 来孙
    - 晜孙
    - 仍孙
    - 云孙
    - 耳孙
    - 女婿
    - 外孙
    - 兄弟、姊妹
    - 侄子、侄女、姪子、姪女
    - 姐夫、妹夫
    - 外甥、外甥女、姨甥、姨甥女
    - 伯父、叔叔
    - 姑姑（姑姐、姑媽）、姑丈

  - 母族亲属
    - 外祖父（公公、外公、姥爷）、外祖母（婆婆、外婆、姥姥）
    - 舅父（舅舅）之妻舅母（舅媽）
    - 姨父（姨丈）、姨（姨媽）

## 社会交往类
- 师徒朋友类
  - 老师
  - 学生
  - 朋友

## 社会身份类
- 职官、身份、地位类
  - 国君
  - 皇后
  - 太皇太后、皇太后
  - 太子
  - 公主、驸马
  - 宰相
  - 宦官
  - 博士